# Bernuy de Porreros
Bernuy de Porreros es un municipio y localidad española de la provincia de Segovia, en la comunidad autónoma de Castilla y León.  Cuenta con una población de 1247 habitantes (INE 2024).

## Toponimia
Hacia 1290 es mencionado como Bernuy de Spiritu, por su cercanía a Espirdo —antiguamente Espíritu de Rubiales—, y como Bernuy de Ruviales, por su cercanía al despoblado de Rubiales, y en el siglo XVI ya aparece como Bernuy de Porreros.
Bernuy hace referencia al nombre del repoblador que fundó el lugar, y deriva del antropónimo gótico Bermudus, compuesto por baira ‘oso’ y mods ‘coraje, valor’, o bien del antropónimo gótico Bern-hart con la terminación -oie > -uy, de origen vasco e indicativa de lugar (con el significado de «lugar de Bernardo»); esa terminación -uy también podría indicar una influencia aragonesa y que sus repobladores procedieran de Beranuy (Huesca).
Por su parte, Porreros deriva del latín porrum ‘puerro’ más el sufijo de profesión -ero y se debe a que el lugar era conocido por el oficio de algunos de sus habitantes, dedicados al cultivo de puerros, o bien a que sus campos eran buenos para cultivar puerros.

## Geografía

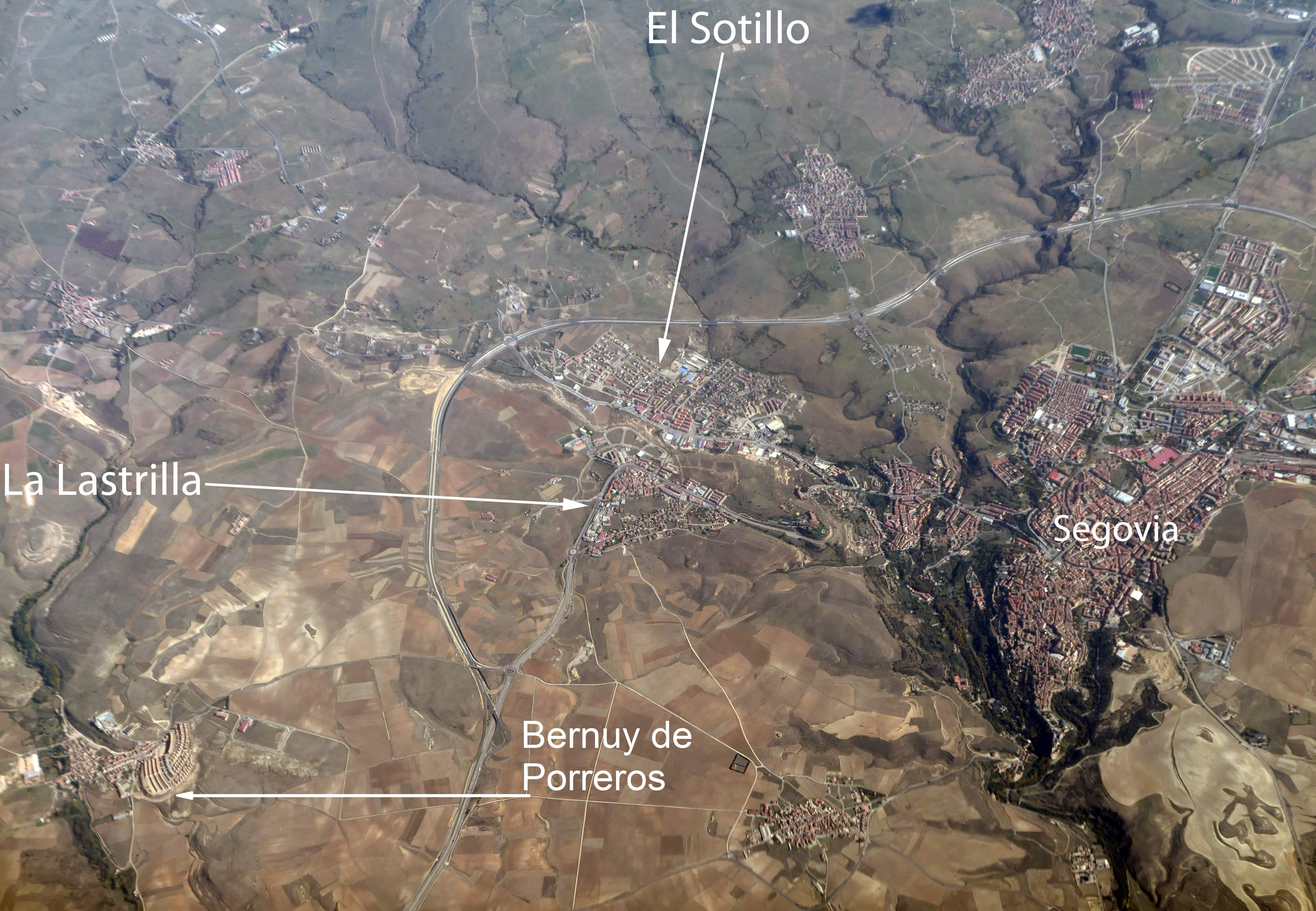
Vista aérea de la zona en la que se ubica Bernuy de Porreros

El arroyo San Medel cruza la localidad de este a oeste.
Está situado en la Cuadrilla de Cabelavilla, dentro del Sexmo de Cabezas de la Comunidad de Ciudad y Tierra de Segovia.
| Noroeste: Valseca | Norte: Cabañas de Polendos | Noreste: Espirdo      |
| Oeste: Valseca    |                            | Este: Espirdo         |
| Suroeste: Segovia | Sur: Segovia               | Sureste: La Lastrilla |

## Geografía humana

### Demografía
Cuenta con una población de 1247 habitantes (INE 2024).
| Gráfica de evolución demográfica de Bernuy de Porreros entre 1828 y 2021 |
| |
| Población según el Diccionario geográfico-estadístico de España y Portugal de Sebastián Miñano. Población de derecho según los censos de población del INE Población de hecho según los censos de población del INEEn estos censos se denominaba Bernúy de Porreros: 1897, 1900, 1910, 1920, 1930, 1940, 1950 y 1960 |

## Símbolos

### Escudo
El escudo heráldico y la bandera que representan al municipio fueron aprobados oficialmente el 11 de febrero de 1997. El escudo se blasona de la siguiente manera:

a) Escudo español redondeado en punta. b) Partido. Primero, de oro, un león de gules que sujeta entre sus garras una maza de sable, sumado de una cruz de Santiago de gules y puesto sobre andas de azur y plata. Segundo, en gules el acueducto de Segovia en plata, mazonado y aclarado de gules, puesto sobre diez piedras, también de plata
Boletín Oficial de Castilla y León N.º 42/1997 de 3 de marzo de 1997

### Bandera
La descripción textual de la bandera es la siguiente:

Bandera cuadrada de proporción 1:1, cuartelada en cruz de blanco y azur, cargado al centro el escudo pleno en sus colores
Boletín Oficial de Castilla y León N.º 42/1997 de 03 de marzo de 1997

## Administración y política

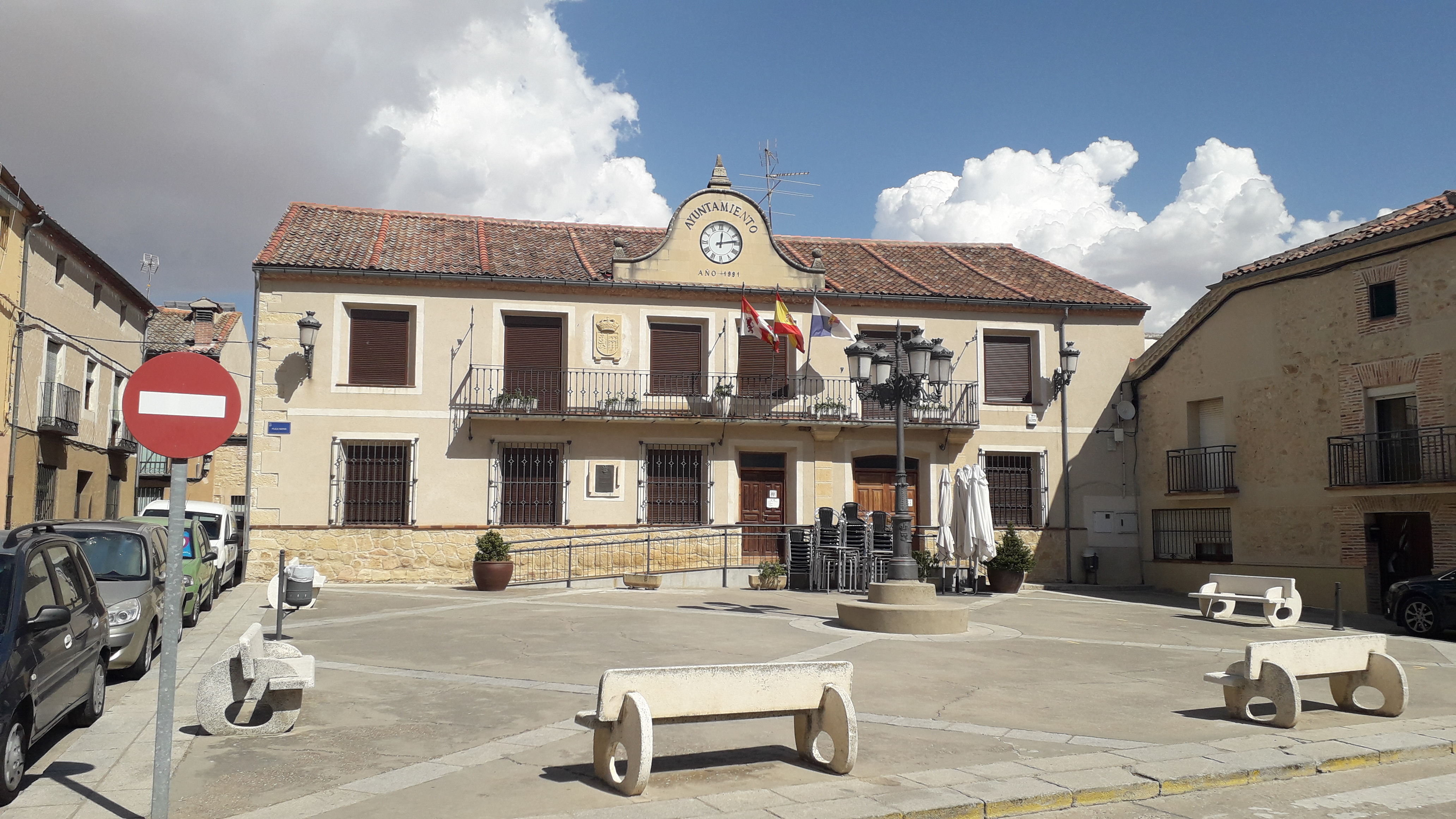
Casa consistorial, sede del ayuntamiento

### Administración local
Lista de alcaldes

Distribución del Ayuntamiento tras las elecciones municipales de 2023

Desde la instauración de la democracia tras la muerte de Franco, se han sucedido siete alcaldes en Bernuy de Porreros:
| Periodo   | Nombre                                                                             | Partido   |
| --------- | ---------------------------------------------------------------------------------- | --------- |
| 1979-1983 | Mariano Díaz Redondo Juan Vicente Olmos Romano                                     | UCD       |
| 1983-1987 | Juan Vicente Olmos Romano                                                          | AP-PDP-UL |
| 1987-1991 | Rafael Barroso Cardiel                                                             | PDP       |
| 1991-1995 | Francisco Javier Santa Isabel                                                      | PP        |
| 1995-1999 | Francisco Javier Santa IsabelBasilio Díaz YuberoJuan Florentino de las Heras Gómez | PP PSOEPP |
| 1999-2003 | Juan Florentino de las Heras Gómez                                                 | PP        |
| 2003-2007 | Juan Florentino de las Heras Gómez                                                 | PP        |
| 2007-2011 | Mª Yolanda Benito Muñoz                                                            | PSOE      |
| 2011-2015 | Mª Yolanda Benito Muñoz                                                            | PSOE      |
| 2015-2019 | Mª Yolanda Benito Muñoz                                                            | PSOE      |
| 2019-2023 | Mª Yolanda Benito Muñoz                                                            | PSOE      |
| 2023-act. | Adolfo Santamaría Luciáñez                                                         | PP        |

#### Evolución de la deuda viva
El concepto de deuda viva contempla sólo las deudas con cajas y bancos relativas a créditos financieros, valores de renta fija y préstamos o créditos transferidos a terceros, excluyéndose, por tanto, la deuda comercial.
| Gráfica de evolución de la deuda viva del ayuntamiento entre 2008 y 2021           |
|                                                                                    |
| Deuda viva del ayuntamiento según datos del Ministerio de Hacienda y Ad. Públicas. |

La deuda viva municipal por habitante en 2021 ascendía a 0 €.

### Administración autonómica
La Junta de Castilla y León gestiona la red pública de Educación Obligatoria, tanto Infantil como Primaria. También gestiona la red sanitaria pública.

### Justicia
Bernuy de Porreros pertenece al partido judicial número 1 de la provincia de Segovia, denominado partido judicial de Segovia, es capital la ciudad de Segovia, engloba a otros 55 municipios de los alrededores y ostenta una representación de 15 diputados provinciales.

## Transporte

Plano Metropolitano Segovia donde aparece la línea M11 a su paso por Bernuy de Porreros

### Autobuses
Bernuy de Porreros forma parte de la red de transporte Metropolitano de Segovia que va recorriendo los distintos pueblos de la provincia.
| Línea | Trayecto                     |
| ----- | ---------------------------- |
| M11   | Bernuy de Porreros - Segovia |

## Cultura

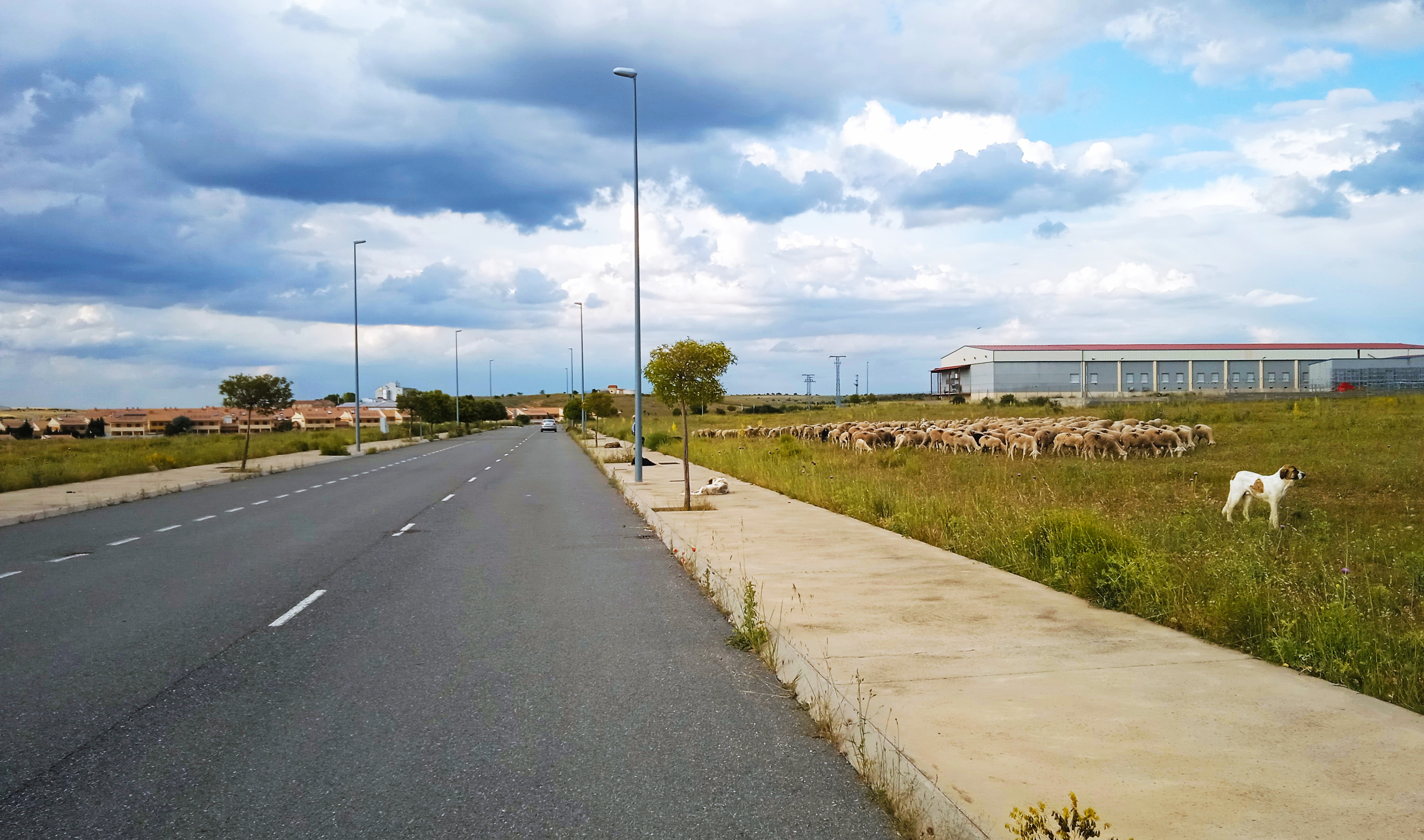
Rebaño de ovejas trashumante atraviesa el polígono industrial de Los Hitales en el municipio

### Patrimonio

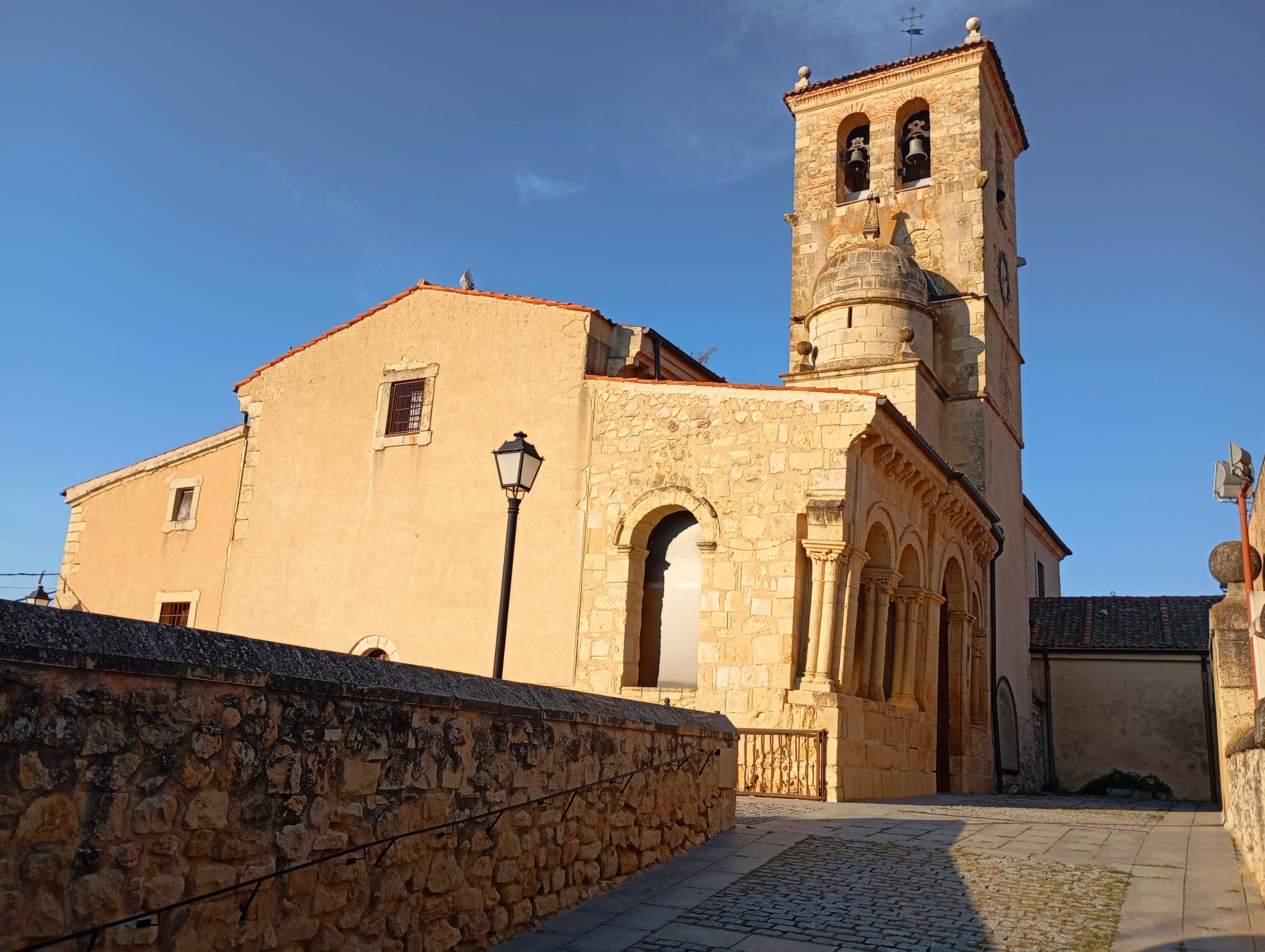
Iglesia parroquial románica de Santiago Apóstol

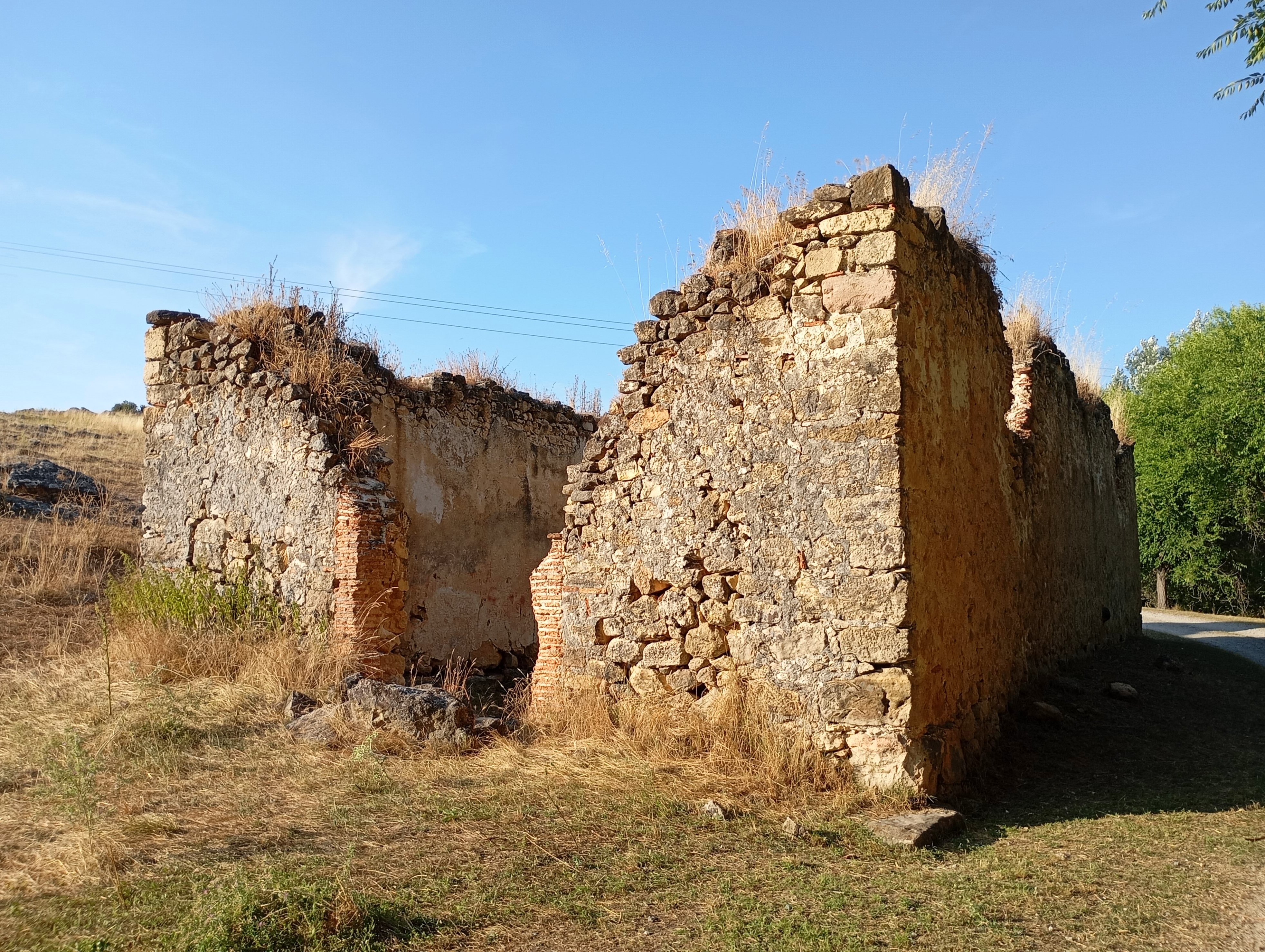
Ermita de San Roque

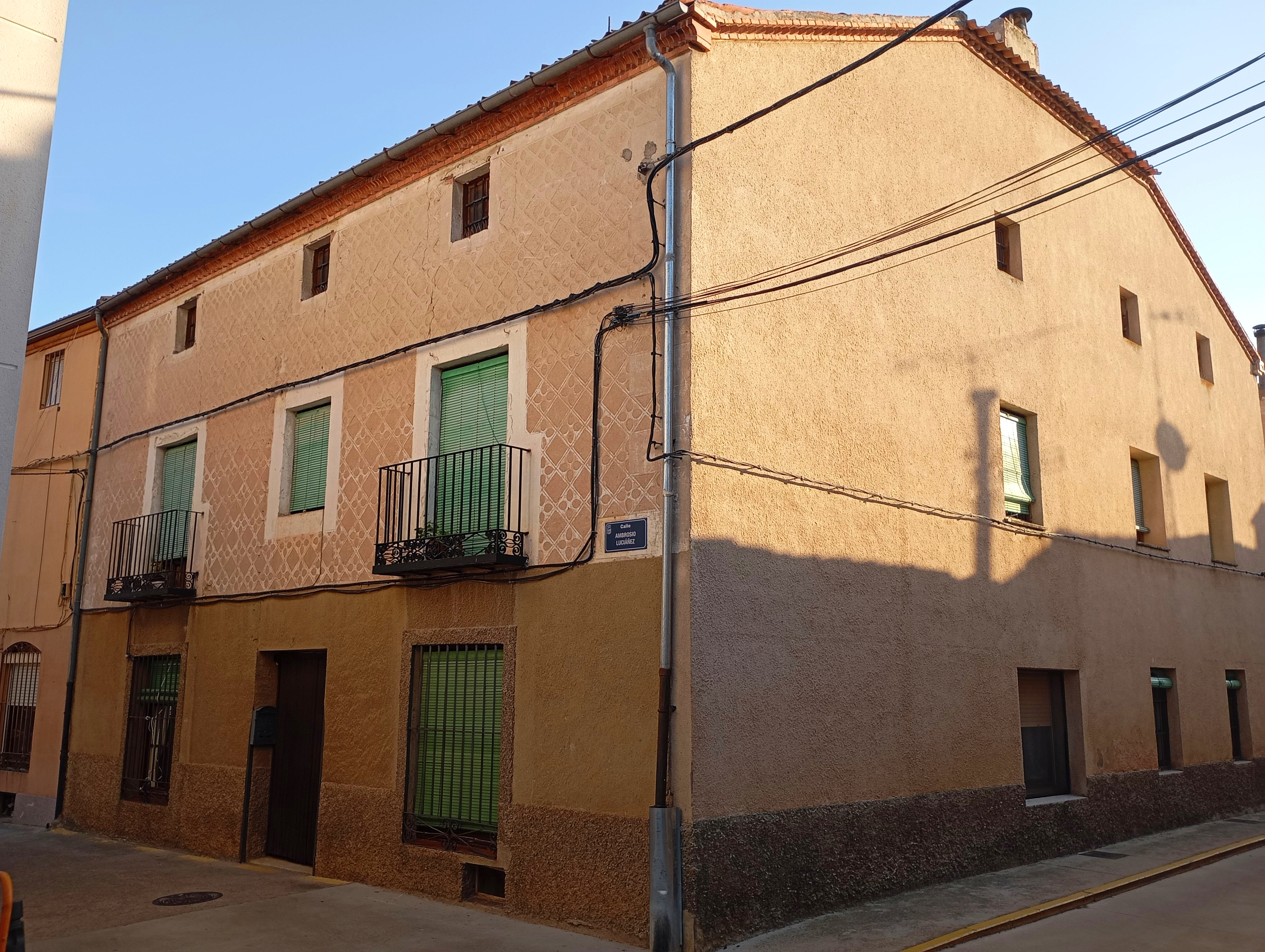
Arquitectura típica con esgrafiado segoviano en la fachada

- Iglesia parroquial de Santiago Apóstol, una de las joyas del románico segoviano de la que destaca su pórtico al mediodía con sus capiteles labrados;
- Ruinas de la iglesia de San Medel, sobre las que destaca su espadaña, que fue el templo parroquial del despoblado de San Medel y el homónimo arroyo cercano, hay en la zona también restos celtíberos;
- Ruinas de la ermita de San Roque;
- Parajes naturales como el Soto de Arriba y de Abajo;
- Ruinas del antiguo molino viejo de San Medel;
- Fuentes naturales del Moro, los Pájaros y los Caños, además de la Fuente de Rubiales por la que se mandaba agua a Zamarramala a través de tubería de barro, hecho documentado desde 1770;
- Antiguo lavadero;
- Potro de herrar.[18]

### Fiestas
- Santa Águeda, el 5 de febrero;
- San Antonio, el 13 de junio;
- Santiago Apóstol, el 25 de julio;
- Santa Ana, el 26 de julio.

#### Tradiciones
- Ofrenda de verano, en la que los agricultores y ganaderos ofrecen, en agradecimiento de la cosecha obtenida, productos del campo como bollos, legumbres, huevos, fruta de temporada, etc. Estos son subastados después públicamente.
- Procesión y misa de Las Candelas, el 2 de febrero.
- Miércoles de ceniza, entre el 4 de febrero y el 10 de marzo.
- La sierra de las Viejas, el jueves de la mitad de la Cuaresma, celebración en la que los niños van pidiendo dulces por las casas para una merienda.
- Antigua celebración de las Bodas en el pueblo, con rituales tradicionales.
- Matanza tradicional del cerdo, con celebraciones.[18]